# Сперматорея
Сперматорея (от старогръцки: σπέρματος и ῥοία) е изтичане на семенна течност без ерекция или оргазъм.
Състоянието се наблюдава при проблеми с централната нервна система, запек, възпаление на уретрата, фоликулит. Трябва да се прави разлика между сперматорея и простаторея, като при второто изтичането е на простатен секрет.
Чести причини са и триперът и стесняването на уретрата, както и прекомерната консумация на алкохол, заседяването и диабетът.
Спорадичното проявяване на състоянието не е проблем, но ако се задържи продължително време, е необходима лекарска консултация.